# Dominique Ristori
Pour les articles homonymes, voir Ristori.
Dominique Ristori, né le 12 mars 1952 à Toulon (Var), est un haut fonctionnaire européen.

## Biographie
Dominique Ristori a fait des études de droit à l'université de Nice (1973) avant d'intégrer Sciences Po dont il sort en 1975 Paris. Il est entré dans les services de la commission européenne en 1978. Il a travaillé successivement à la direction générale du personnel et de l'administration, à la direction générale Entreprise puis à la direction générale de l'énergie ou à la direction générale Énergie et Transports (de 1996 à 2010),.
Il a notamment été chargé du dossier du secteur de l'énergie nucléaire.
De 2010 à 2013, il est directeur général du Centre commun de recherche (JRC, Joint Research Centre).
Il est à la tête de la direction générale de l'énergie du 1er janvier 2014 à 2019.

## Décorations
Le 11 juillet 2008, Dominique Ristori est nommé au grade de chevalier dans l'ordre national de la Légion d'honneur au titre de « directeur général adjoint d'une direction à la Commission de l'Union européenne ; 32 ans de services civils et militaires » puis fait chevalier le 22 octobre 2009. Il est promu au grade d'officier le 31 décembre 2019 au titre d'« ancien directeur général de l'énergie à la Commission européenne ».